# Krtkův svět
Krtkův svět je český celovečerní hraný film režisérky Evy Toulové z roku 2025.

## Příběh
Inspiraci pro režisérku byl příběh Josefa Roušala (David Novotný) z roku 2020. Ten si postavil nelegálně zábavní park v Měcholupech a několik let bojoval s úřady. Film sám Roušal finančně podpořil. Natáčení probíhalo v samotném areálu zábavního parku za plného provozu.

## Obsazení
| David Novotný       | Josef Roušal   |
| Barbora Seidlová    | Roušalova žena |
| Igor Bareš          | úředník        |
| Valerie Zawadská    | úřednice       |
| Eva Toulová         | reportérka     |
| Zuzana Bubílková    | soudkyně       |
| Bolek Polívka       |                |
| Ladislav Frej       |                |
| Jaroslav Satoranský |                |
| Oldřich Navrátil    |                |
| Jaromír Nosek       |                |
| Martin Kocián       |                |
| A další             |                |

## Uvedení
Film měl premiéru 5. června 2025 v kině Lucerna, do kin jej uvedla společnost Bontonfilm.

## Přijetí
Příběh filmu má být satirou na byrokratickou mašinérii. Podle publicistky Julie Šafové je však spíše kýčovitou obhajobou podnikatelské ochoty obcházet zákony, nařízení a ničit přírodu. Kritici vyzdvihují zejména špatné herecké výkony samotné režisérky (a herečky) Evy Toulové nebo výkon Zuzany Bubílkové v roli soudkyně.